# Byvattsjön
Byvattsjön är en sjö i Örnsköldsviks kommun i Ångermanland och ingår i Nätraåns huvudavrinningsområde. Sjön har en area på 0,667 kvadratkilometer och ligger 197,2 meter över havet. Sjön avvattnas av vattendraget Nätraån.

## Delavrinningsområde
Byvattsjön ingår i det delavrinningsområde (703217-159061) som SMHI kallar för Utloppet av Byvattsjön. Medelhöjden är 261 meter över havet och ytan är 4,91 kvadratkilometer. Räknas de 37 avrinningsområdena uppströms in blir den ackumulerade arean 166,57 kvadratkilometer. Avrinningsområdets utflöde Nätraån mynnar i havet. Avrinningsområdet består mestadels av skog (72 procent). Avrinningsområdet har 0,66 kvadratkilometer vattenytor vilket ger det en sjöprocent på 13,5 procent.